# Saint-Vrain (Essonne)
Saint-Vrain je francouzská obec v departementu Essonne, v regionu Île-de-France, 35 kilometrů jižně od Paříže.

## Geografie
Sousední obce: Marolles-en-Hurepoix, Leudeville, Vert-le-Petit, Cheptainville, Itteville, Lardy a Vert-le-Petit.

## Vývoj počtu obyvatel
Počet obyvatel

## Památky
- kostel sv. Kaprasia z 12. století

## Partnerská města
- Thaxted, Spojené království